# (10713) Limorenko
(10713) Limorenko (1982 UZ9) – planetoida z pasa głównego asteroid okrążająca Słońce w ciągu 4,65 lat w średniej odległości 2,78 j.a. Odkryta 22 października 1982 roku.